# غلي بلاغ العليا (أنجيرلو)
غلي بلاغ العلیا (بالفارسية: گلی بلاغ علیا) هي منطقة سكنية تقع في إيران في قسم أنجیرلو الريفي. يقدر عدد سكانها بـ 62 نسمة .